# Lincoln Memorial University
Die Lincoln Memorial University ist eine private Universität in Harrogate im US-Bundesstaat Tennessee. Zum Gedenken an Abraham Lincolns Geburtstag gründeten Oliver Otis Howard, Reverend Myers, M. F. Overton, C. F. Eager, A. B. Kesterson und M. Arthur am 12. Februar 1897 die Hochschule und benannte sie nach dem sechzehnten Präsidenten der Vereinigten Staaten.

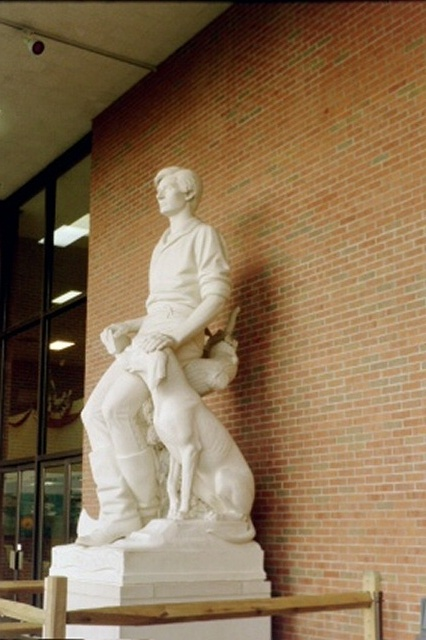
Young Abraham Lincoln Statue

## Ausbildungsprogramme (Auswahl)
- Medizin mit den Fachbereichen Anästhesie für Krankenschwestern, Osteopathische Medizin
- Krankenpflege mit den Fachbereichen Krankenpflegepraxis, Pflegeverwaltung, Famielienpflege
- Physiotherapie
- Zahnmedizin mit dem Fachbereich forensische Zahnmedizin
- Gesundheitspolitik
- Psychologie mit dem Fachbereich psychische Gesundheit
- Veterinärmedizin mit den Fachbereichen Tierärztliche Ausbildung, Biomedizinische Veterinärwissenschaft, Klinische Veterinärversorgung
- Philosophie
- Betriebswirtschaftslehre
- Business Administration
- Bauingenieurwesen
- Erziehungswissenschaften
- Nonprofit-Management
- Naturwissenschaften
- Rechtswissenschaften mit dem Fachbereich Strafrecht[3]

## Lage
Der Campus liegt im Claiborne County im Nordosten von Tennessee eingebettet in die Appalachen.

## Sport
Die Sportteams der Universität sind die Railsplitters. Der Begriff ist der Spitzname Abraham Lincolns, der verwendet wurde, als er zum Präsidenten der USA gewählt wurde.
In folgenden Sportarten sind die Studenten der Hochschule aktiv:
- Basketball
- Baseball (nur Männer)
- Bowling
- Geländelauf
- Feldhockey (nur Frauen)
- Fußball
- Golf
- Lacrosse
- Leichtathletik
- Ringen
- Softball (nur Frauen)
- Tennis
- Volleyball

Die Teams starten in der NCAA Division II.

## Bekannte Absolventen
- Evan Cory (* 1997), Volleyballspieler
- Scot Shields (* 1975), Baseballspieler
- Ralph Stanley (1927–2016), Bluegrass-Musiker
- Emanuel Terry (* 1996), Basketballspieler